# Hyoscyamus afghanicus
Hyoscyamus afghanicus är en potatisväxtart som beskrevs av Antonina Ivanovna Pojarkova. Hyoscyamus afghanicus ingår i släktet bolmörter, och familjen potatisväxter. Inga underarter finns listade i Catalogue of Life.